# Piet Van Waeyenberghe
 (juin 2017).
Si vous disposez d'ouvrages ou d'articles de référence ou si vous connaissez des sites web de qualité traitant du thème abordé ici, merci de compléter l'article en donnant les références utiles à sa vérifiabilité et en les liant à la section « Notes et références ».
Piet, Paul, August, baron Van Waeyenberghe, né le 27 octobre 1938 à Gand est un homme d'affaires belge flamand actif dans le trading et le courtage de produits laitiers et autres denrées alimentaires dont la fortune est estimée à 515 millions d'euros (source : Trends/Tendances, 2007).
Il a une licence en sciences commerciales et financières (KUL) ;
Master of Science in Agricultural Economics (University of Illinois Champaign) ;
Master of Business Administration (Insead) ;
Advanced Management Program (Cambridge (Massachusetts)).
Il a joué un rôle dans la fondation du cercle De Warande, dont il est président du conseil. Il s'est également impliqué dans le sauvetage de l'immeuble de la radio place Flagey.

## Mandats
- président de :
  - De Eik s.a.,
  - De Warande vzw,
  - Indufin s.a.,
  - Cultura Bruxelles,
- gérant de BG & Co,
- administrateur de :
  - Electrabel (membre du Comité stratégique),
  - Fortis s.a. et Fortis Brussels s.a.,
  - Suez Energy Services (administrateur indépendant),
  - Sobelder s.a.,
  - Corelio s.a.,
  - Maison de la Radio Flagey s.a. et Flagey asbl,
  - Quartier des Arts asbl,
  - Vlaamse Academische Stichting asbl,
  - Europalia International asbl,
  - Les Amis de la Bibliothèque de l’Abbaye de Maredsous asbl,
  - Concours musical international Reine Élisabeth de Belgique asbl,
  - Fondation Francqui (Fondation d'utilité Publique) ;
- président d'honneur du Vlaams Economisch Verbond (VOKA),
- membre du conseil de surveillance de :
  - Campina Melkunie s.a.,
  - Koninklijke Sphinx Gustavsberg s.a.
- commissaire de De Eik Beheer b.v. (Nijmegen).

## Distinctions
- consul d'honneur du Paraguay
- Commandeur de l'ordre d'Orange-Nassau
- Officier de l'ordre de Léopold[1]

Il a été élevé au rang de baron par SM le roi Albert II de Belgique en 1995. Sa devise est Wees Uzelf (Soyez vous-même).